# Светомир Николајевић
Светомир Николајевић (Радуша, 27. септембар 1844 — Београд, 18. април 1922) био је српски писац и политичар, професор Велике школе (суплент Велике школе, а за Катедру опште историје литературе с нарочитим погледом на литературу Словена и Срба), члан Српске краљевске академије, премијер Србије (у периоду од 3. априла до 27. октобра 1894. године), градоначелник Београда и министар унутрашњих послова. Један је од оснивача Радикалне странке, Друштва Светог Саве и београдске масонске ложе „Побратим“.

## Биографија
Рођен је 27. септембар 1844. године у Радуши код Уба. Основну школу завршио је у родном граду, а гимназију је учио у Шапцу и Београду, где је матурирао 1863. Две године је студирао на Филозофсоком факултету Велике Школе. Од 1865. до 1871. студирао је као државни питомац историју и светску књижевност у Цириху, Берну, Берлину, Паризу и Лондону. Од јесени 1871. до средине 1873. био је писар Министарства просвете и црквених дела. У јуну је изабран за суплината, а наредне године за редовног професора на новооснованој Катедри за Општу историју књижевности. Био је први професор који је студентима квалификовано тумачио западноевропске књижевности.
Ректор је био школске 1888/89. и до јуна школске 1889/90. године.
Први пут је пензионисан 1890. године.
Од 1892. поново ради као професор.
Бавио се активно политиком, и прво био велики радикал, народни посланик у српској скупштини (1881). Као предавач у Великој школи примећено је: више се бавио политиком и публицистиком, него науком. После је постао напредњак, и био народни посланик (1905). Та неочекивани ангажман га је политички уништио у јавном животу; био је од бивших политичких сабораца клеветан и прогоњен.
Током 1887. године, између марта и септембра био је "указни" председник београдске општине, за министра унутрашњих дела постављен је 1894. а нешто касније исте године и за председника Владе. Као председник владе Николајевић је 1894. године по вољи Двора укинуо Устав из 1888. године, оног у чијем писању је и сам учествовао. Као хеленофил, радио је, без успеха, на браку краља Александра и грчке принцезе Марије. Од октобра 1894. до јула 1895. предавао је на Великој школи. Члан Државног савета био је 1893, члан Сената од 1901. до 1903, када је постављен за посланика у Атини. Био је делегат Србије при склапању Хашке конвенције.
Други пут је пензионисан 1903.
Члан Српског ученог друштва био је од 1874, редовни члан Српске краљевске академије од 1887, један је од оснивала Друштва Светог Саве, (1886), а касније и његов председник и члан Друштва Св. краљ Стефан Дечански (1890). Био је и један од чланова оснивача и члан прве Управе Српског археолошког друштва 1883. године. Јавља се као члан Одбора београдске "Чупићеве задужбине" 1898. године. Основао је 1893. године и Друштво за образовање и васпитање глувонеме деце. Био је члан Главног просветног савета и књижевно-уметничког одбора Народног позоришта.
Писао је есеје, студије, књижевне портрете, критике из енглеске, француске, новогрчке и скандинавских књишевности. Сарађивао је у Годишњици Николе Чупића, Отаџбини, Гласнику Српског ученог друштва, Малим новинама и др.
Године 1915. номинован је за Нобелову награду за мир од стране четири члана српског парламента. Био је први Србин који је номинован за Нобелову награду. За време Првог светског рата остао је у Србији, и проживео га живећи у пожаревачком селу Мало Црниће. Немачки окупатор му је понудио (по вољи немачког цара) да буде цивилни Гувернер окупиране Србије, али је он то одбио 1915. године.
Био је ожењен са Анком, која потиче од београдских трговачких породица Гуша и Боди, а имали су два сина, Божидара и Душана "који су ишли очевим стопама" као јавни радници. Умро је Светомир у Београду 18. априла 1922. године, и сахрањен на Новом гробљу у Београду. Град Београд му се између два светска рата одужио, тако што је једној улици дао његово име, а радило се на постављању његове бисте на Калемегдану.